# Judith S. Birkenfeld
Judith Sophie Birkenfeld (Bad Homburg, 1983) es una física e investigadora alemana que desarrolla su trabajo en España.

## Biografía
Hija de un profesor de física alemán en educación secundaria, desde bien niña se sintió atraída hacia la ciencia. Se graduó en Física en la Universidad de Heidelberg, donde también realizó un máster en ciencias de Física Médica, en colaboración con el Hospital General de Massachusetts y la Facultad de Medicina de Harvard (2006), gracias, en buena medida, a la invitación de uno de sus profesores, el doctor Josef Bille, cuyo trabajo allanó el camino para la actual cirugía ocular con la introducción del láser y la óptica adaptativa. Así, Birkenfeld terminó interesándose por la óptica biomédica.
Estuvo en el Centro Médico de la Universidad de Mannheim con el profesor Frederik Wenz y obtuvo una beca DAAD de Harvard y una beca Leonardo en la Universidad Autónoma de Madrid con lo que pudo realizar un segundo máster en Física avalado por la Universidad de Heidelberg (2009). Después se trasladó a Madrid donde realizó su doctorado (tesis: Optical and structural properties of the crystalline lens) en el Instituto de Óptica (IO) del Consejo Superior de Investigaciones Científicas (CSIC) en colaboración con la Universidad Complutense de Madrid. Al terminar, fue aceptada como Catalyst Fellow en Estados Unidos para el Instituto Tecnológico de Massachusetts (MIT). Regresó a Europa gracias a una beca Marie Skłodowska-Curie en 2018 y con un contrato Juan de la Cierva se estableció en España por segunda vez, donde en la actualidad (2021) trabaja en el grupo Óptica Visual y Biofotónica del IO-CSIC, en concreto en un proyecto europeo denominado «Imcustomeye».
La investigación de Birkenfeld trata de establecer un sistema que permita la detección precoz y evitar el desarrollo de una enfermedad ocular, el queratocono, una patología degenerativa de la córnea (la parte transparente de la cara anterior del ojo) no inflamatoria, caracterizada por una alteración en su forma, que se hace irregular, como consecuencia de la alteración de uno de sus principales componentes: una proteína denominada colágeno. La enfermedad suele aparecer entre los 16 y los 25 años y afecta a uno de cada dos mil jóvenes en España. El objetivo del grupo Óptica Visual y Biofotónica (VioBio), dirigido por la doctora Susana Marcos Celestino, y en el que se integra Birkenfekd en este proyecto es «observar las estructuras oculares internas y desarrollar nuevos métodos para investigar la microestructura del colágeno en la córnea. Además, gracias a nuevos modelos personalizados de inteligencia artificial, se enseñara a las máquinas a diferenciar entre las córneas normales y las anómalas».
En 2021, por su trabajo en el «proyecto de detección precoz del queratocono [con] atención individualizada con nuevos métodos y tecnologías», recibió uno de los cinco Premios de Investigación: L'Oréal Unesco For Women in Science en España 2020/2021 para investigadoras menores de cuarenta años dotado con 15 000 euros.